# Bomolochus paucus
Bomolochus paucus is een eenoogkreeftjessoort uit de familie van de Bomolochidae. De wetenschappelijke naam van de soort is voor het eerst geldig gepubliceerd in 1984 door Cressey & Dojiri.